# Peripsychoda ramosa
Peripsychoda ramosa és una espècie d'insecte dípter pertanyent a la família dels psicòdids.

## Descripció
- Mascle: cos de color de marró a marró fosc; ulls separats per una distància igual a 1 faceta de diàmetre; pont ocular ample; sutura interocular arquejada; front amb una doble filera irregular de pèls; escap curt i sense arribar a la mida del pedicel; tòrax sense patagi; ales de 2,4 mm de llargària i 1,2 mm d'amplada, lleugerament tenyides de marró (més fosc al llarg del marge posterior i a les cel·les costal i subcostal), vena subcostal acabant a la base de R2+3, base de M2 afeblida.
- La femella no ha estat encara descrita.[3]

## Distribució geogràfica
És un endemisme de Borneo.